# Иноуэ, Ясуси
Ясуси Иноуэ (яп. 井上靖 Иноуэ Ясуси, 6 мая 1907 года — 29 января 1991 года) — японский писатель, журналист, поэт, эссеист. Один из выдающихся писателей послевоенного периода, внёсший вклад в возрождение повествовательного жанра в японской прозе с преобладанием эго-романов и «эссе душевных настроений» (心境小説), и значительно изменивший направление литературы эпохи Сёва. С подросткового возраста и вплоть до 83 лет писал стихи. Его главные произведения: «Бой быков» (1949), «Черепица Тэмпё:» (1957) и «Пещеры тысячи будд» (1959).

## Биография
Ясуси Иноуэ родился в городе Асахикава, Хоккайдо в семье военного врача Хаяо Иноуэ и Яэ, происходившей из рода потомственных врачей. Он был старшим ребенком в семье. Отца часто переводили по службе, и в возрасте шести лет Ясуси Иноуэ был отдан на воспитание бабушке Кано, бывшей гейше, которая проживала в селе префектуры Сидзуока.
После смерти бабушки в 1910 году поступил в Начальную школу города Хамамацу. В средней школе Нумадзу Ясуси Иноуэ увлёкся поэзией. В 1924 году, поселившись на территории храма Мё: какудзи, подружился с компанией любителей литературы. В 1926 году Иноуэ переехал в город Канадзава, где проживали его родители. В старшей школе начал заниматься дзюдо и писать стихи, публикуя их под псевдонимами Поэт Японского моря (日本海詩人) и Пламя (焔). В 1929 году бросил дзюдо. Не сдав вступительные экзамены на медицинский факультет Университета Кюсю, в 1930 г. поступил на филологический факультет (отделение английского языка), но вскоре, потеряв интерес к учебе и увлёкшись токийской литературой, прервал обучение. В 1932 году перевёлся в Университет Киото, где изучал философию и эстетику. С этого времени начинает получать награды за свое творчество. В 1936 году выпустился из университета с дипломной работой о поэзии Поля Валери.
В 1935 году Иноуэ женился на Адати Фуми (дочери профессора антропологии Адати Бунтаро). Иноуэ опубликовал несколько стихотворений и рассказов в различных журналах, но бросил карьеру писателя и стал журналистом еженедельника газеты «Майнити симбун» Осака. В 1937 г. во время Второй японо-китайской войны отправился служить в северный Китай, но был госпитализирован в полевой резервный госпиталь из-за авитаминоза. С 1938 года Иноуэ продолжил работать в отделе культуры газеты «Майнити», где был ответственным за отдел религий, а с 1939 г. руководил также художественным разделом. Основное внимание уделял освещению буддийской литературы, буддийского искусства и художественных кругов. 1945 г. отдел искусств был преобразован в социальный отдел. Ясуси написал статью «Поклоняясь императорскому радио» («玉音ラジオに拝して») об окончании войны. До 41 года работал в главном офисе в Осаке и Токио.
После переезда в 1951 году в Токио посвятил себя полностью писательскому труду. С 1964 года стал членом Академии Искусств Японии. В 1976 был удостоен одной из высших наград, возможных в Японии для человека творческого труда: ему было присвоено звание «нингэнкокухо», что буквально означает «человек — национальное сокровище». В 1984 году сменил Кавабату Ясунари на посту президента японского отделения «Пен-Клуба».
В эпоху Сёва, когда поездки за рубеж были еще редкостью, он неоднократно путешествовал по крупным городам Европы и США, СССР и неизведанным регионам Центральной Азии и Ближнего Востока.
29 января 1991 года в возрасте 83 лет Иноуэ Ясуси скончался из-за острой пневмонии в Национальной онкологической клинике специального района Тюо.

## Литературное творчество
В послевоенное время Иноуэ приобрёл известность как писатель благодаря новеллам «Охотничье ружье» и «Бой быков», за последнюю из которых был награждён Премией имени Рюноскэ Акутагавы в 1949 году.
Среди романов Иноуэ Ясуси произведения, лирически описывающие одиночество интеллигенции послевоенной Японии («Охотничье ружье», «Бой быков», «Ледяная стена» и др.) и автобиографические работы («Асунаро моногатари», «Сиробамба» и др.). Авторству Иноуэ Ясуси принадлежат также исторические романы, посвященные эпохе Сэнгоку Дзидай («Фу: ринкадзан», «Военные хроники Санада», «Хозяйка замка Ёдо» и др.) и путешествию писателя по западным регионам Китая («Пещеры тысячи будд», «Лоулань», «Черепица Тэмпё» и др.).
В автобиографических романах «Сиробамба», «Летние травы и зимние волны», «Северное море» сам автор выступал моделью для главного героя Иноуэ Косаку, жизнь которого — от малых лет до юности — разворачивается на страницах трилогии. В «Сиробамба» описывается детство писателя, проведенное в г. Югасима (Идзу, Сидзуока), в «Летних травах и зимних волнах» — времена обучения в Старшей школе Нумадзу, в «Северном море» — год обыденной жизни Косаку после неудачной попытки поступить в университет: тогда его приглашали на тренировки в Старшей школе № 4, где он усердно практиковал косэн дзюдо.
Нередко героями произведений Иноуэ Ясуси становились люди из его реального окружения. В частности, в «Сиробамба» описывается жизнь Косаку с наложницей его прадеда «Онуибаасан» (настоящее имя: Окано), которая не была связана с ним кровными узами, но сильно повлияла на становление Иноуэ как личности.
В последние годы жизни Иноуэ Ясуси написал небольшую трилогию, посвященную своей постаревшей матери: «Хроники моей матери — под цветами» (花の下), «Лунный свет» (月光) и «Снежная поверхность» (雪の面). Ее сюжет был положен в основу фильма «Хроники моей матери», получившего специальный Гран-При жюри Монреальского кинофестиваля.

## Награды
1936 — Премия имени Тиба Камэо за «Скитания» (流転 Рутэн)
1950 — Премия имени Акутагавы Рюноскэ за «Бой быков» (闘牛 То: гю:)
1958 — Литературная премия Министерства образования за «Черепицу Тэмпё»: (天平の甍 Тэмпё:-но ирака)
1959 — Премия Японской академии искусств за «Ледяную стену» (氷壁 Хё: хэки)
1960 — Художественная премия Майнити за «Пещеры тысячи будд» (敦煌 Тонко:); Читательская премия литературы весен и осеней за «Синего волка» (蒼き狼 Аокиооками)
1961 — номинирован на Нобелевскую премию; 14-я Литературная премия имени Нома за «Хозяйку замка Ёдо» (淀どの日記 Ёдодо-но никки)
1964 — 15 литературная премия «Ёмиури» за «Ветер и волны»(風濤 Фу: то:)
1969 — Первая премия по японской литературе за «Сны о России» (おろしや国酔夢譚 О-Росия-коку суйму-тан)
1976 — Орден Культуры
1980 — Премия Кикути Кан
1981 — Культурная премия радиостанции NHK (культурная премия буддизма)
1982 — Японская литературная премия за «Записки хонгакубо» (本覚坊遺文 хонгакубо:-ибун)
1985 — Премия Асахи[2]
1986 — титул Почетного доктора от Пекинского университета
1989 — 42-я Литературная премия имени Нома за «Конфуция» (孔子 Ко: си)

## Нобелевская премия
В октябре 1981 года стало известно, что Иноуэ Ясуси номинирован на Нобелевскую премию, и толпы репортеров окружили дом писателя в Сэтагая. Иноуэ пригласил их в гостиную, а когда объявили победителя, с чувством сожаления выпил вместе с собравшимися. С тех пор ежегодно в день вручения Нобелевской премии писатель приглашал репортеров в свою гостиную на так называемую «Номелевскую премию» (яп. «ному» — «пить») — запить горечь поражения.
С годами репортеры становились все настырнее, но Иноуэ говорил: «Глупо и стыдно думать, что камень, падающий с неба, попадёт в одного из нескольких миллиардов человек на планете», не ожидая и не надеясь на получение премии. Семья писателя, судя по всему, ожидала его победы и высказывала мнение, что лучше не пускать в дом репортеров. Однако Иноуэ, по своему опыту помня, что журналист обязан собрать информацию, даже если это причиняет неудобства другому человеку, относился к прессе неизменно с пониманием и вежливостью[3].
В то время было неизвестно, правда ли Иноуэ номинировали на получение Нобелевской премии, но в январе 2020 года установили, что в 1969 г. действительно была выдвинута его кандидатура[4]. До этого, в марте 2012 года, председатель Нобелевского комитета Пер Вестберг в интервью Ёмиури симбун признался, что «кандидатура Иноуэ Ясуси обсуждалась очень серьезно»[5].

## Экранизации
- «Знамёна самураев» — реж. Хироси Инагаки (Япония, 1969)
- «Дуньхуан» («Великий шелковый путь») — реж. Сато Дзюнья (Япония, 1988)
- «Смерть мастера чайной церемонии» — реж. Кеи Кумаи (Япония, 1989)
- «Сны о России» — реж. Дзюнъя Сато (Россия-Япония, 1992)
- «Знамёна самураев» — реж. Химицу Кадзухико (Япония, 2007), сериал
- «Чингиз-хан. На край земли и моря» («Чингисхан. Великий монгол») — реж. Синъитиро Саваи (Япония, 2007)
- «Воин и волк» — реж. Чжуанчжуан Тянь (Гонконг-Китай, 2009)

## Семья
- Жена писателя Иноуэ Фуми — дочь известного антрополога Адати Бунтаро. Родила от Ясуси четверых детей (двое мальчиков и две девочки). Издательством Усио опубликовано несколько томов ее мемуаров.
- Старшая дочь Ураки Икуё (родилась 11 октября 1936 г.) окончила литературное направление Университета Аояма. Управляющий директор Мемориального фонда Иноуэ Ясуси и советник Мемориального музея Иноуэ Ясуси в Асахикава[6].
- Старший сын Иноуэ Сюити (родился 15 декабря 1940 г.) специализируется на немецкой литературе. Выпускник филологического факультета Токийского университета, там же окончил магистратуру и, проработав профессором в Университете Хитоцубаси и Университете Цукубы, вступил на должность директора Университета Пул Гакуин. Выполняет обязанности председателя Японского научного общества немецкой литературы и Общества по продвижению немецкого языка и литературы. Почетный профессор Университета Цукубы. Исследователь литературы венского модернизма.
- Второй сын Иноуэ Такуя (родился 29 октября 1943 г.). Окончив факультет истории литературы Университета Кэйо, устроился в компанию Дэнцу. В возрасте 30 лет начал писать новеллы, публиковался в журнале Бунгакукай и в специальном выпуске журнала Бунгэйсюндзю. Кроме того, написал множество эссе для газет. Оставив службу в Дэнцу, работал лектором в Культурном центре (теория коммуникаций) и продюсером[7].
- Вторая дочь Курода Ёсико (родилась 25 мая 1945 г.) окончила факультет японской литературы Университета Рюккё. Поэтесса. Ее авторству принадлежит «Отец — неповторимая встреча с Иноуэ Ясуси». Издала мемуары[8].

## Память
- Мемориальный зал Иноуэ Ясуси (Хоккайдо, Асахикава)
- Музей литературы Иноуэ Ясуси (Сидзуока, Сунто, Нагаидзуми)
- Бывшая резиденция Иноуэ Ясуси (у придорожной станции Амаги)
- Музей Азии: Мемориальный музей Иноуэ Ясуси (Тоттори, Ёнаго, Оосинодзу)
- Мемориальный музей Иноуэ Ясуси Новаки (Тоттори, Нитинан)
- Мемориальная комната Иноуэ Ясуси (в Музее современной литературы Канагава)
- Мемориальная комната Иноуэ Ясуси (в Музее современной японской поэзии и литературы)
- Мемориальная комната Иноуэ Ясуси (в Городской библиотеке Такацума в Нагахама)[9]

Прочее:
- При содействии Иноуэ Ясуси была основана Японо-китайская ассоциация культурного обмена

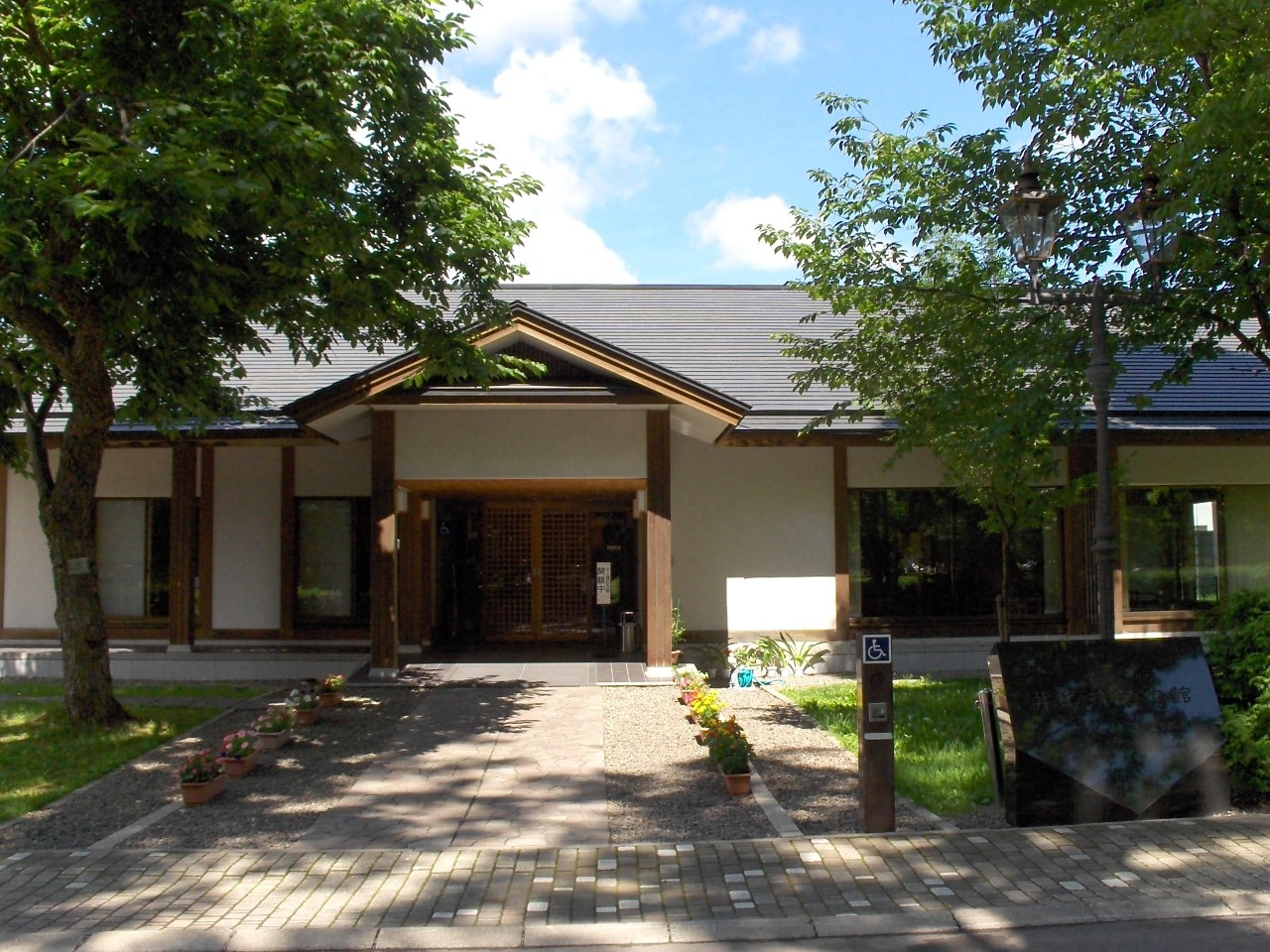
Мемориальный музей Иноуэ Ясуси.

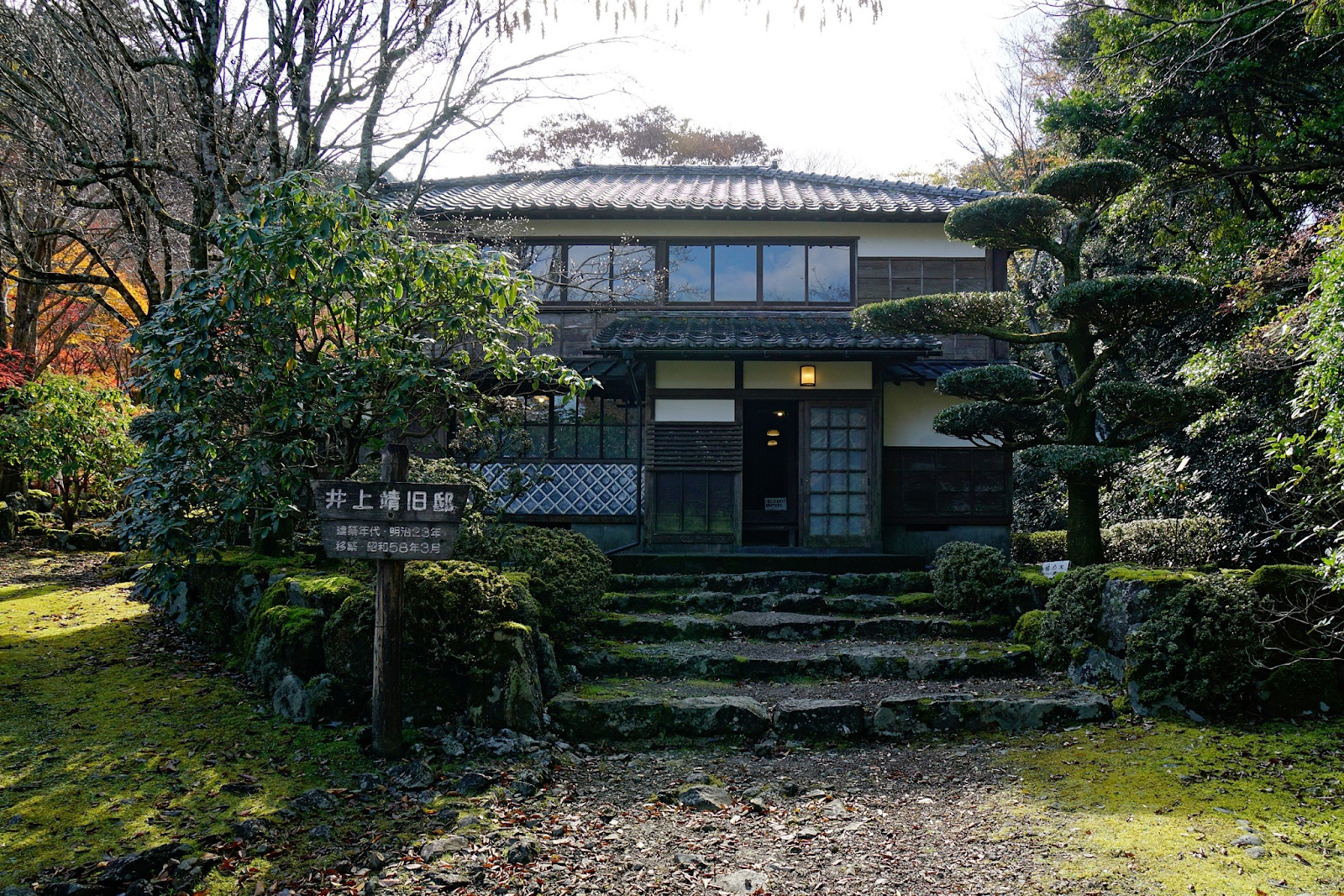
Бывшая резиденция Иноуэ Ясуси.

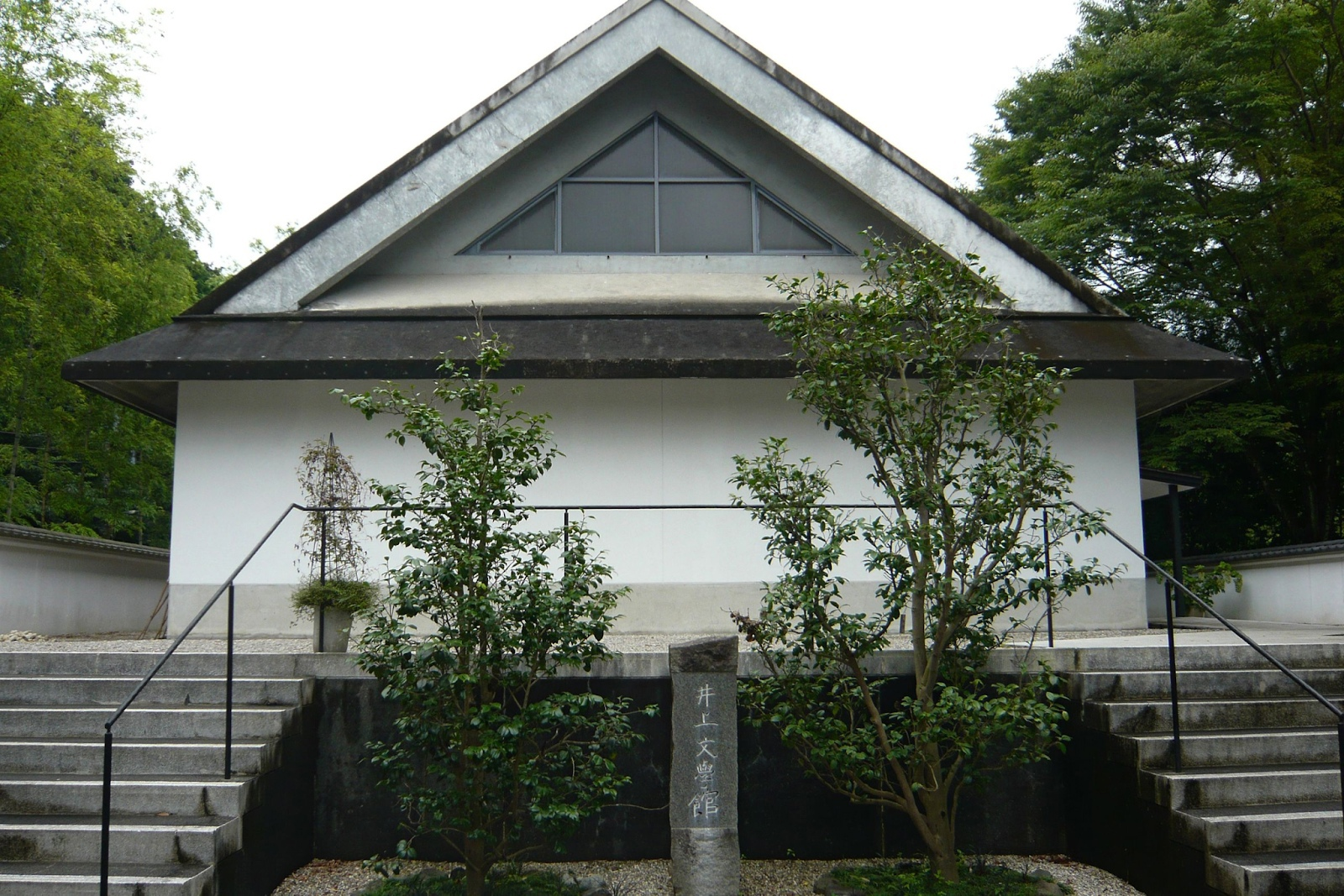
Музей литературы Иноуэ Ясуси (Сидзуока, Сунто, Нагаидзуми)

## Издания
1. ИНОУЭ Ясуси // Япония от А до Я. Популярная иллюстрированная энциклопедия. (CD-ROM). — М.: Directmedia Publishing, «Япония сегодня», 2008. — ISBN 978-5-94865-190-3.
2. ^ «朝日賞 1971－2000年度». 朝日新聞社. 2022年9月2日閲覧。
3. ^ 『グッドバイ、マイ・ゴッドファーザー』文藝春秋、1991年、p108-116頁。
4. ^ 井上靖、ノーベル賞候補だった　川端康成受賞翌年の１９６９年朝日新聞2020年1月21日
5. ^ «安部公房は受賞寸前だった…ノーベル委員長語る». YOMIURI ONLINE (2012年3月23日). 2012年3月25日時点のオリジナルよりアーカイブ。2012年5月5日閲覧。
6. ^ 株式会社ローソンエンタテインメント. «浦城いくよ｜プロフィール｜HMV&BOOKS online». HMV&BOOKS online. 2021年10月13日閲覧。
7. ^ 株式会社ローソンエンタテインメント. «井上卓也｜プロフィール｜HMV&BOOKS online». HMV&BOOKS online. 2021年10月13日閲覧。
8. ^ «黒田佳子 おすすめランキング (4作品) — ブクログ». booklog.jp. 2021年10月13日閲覧。
9. ^ 『るるぶ滋賀びわ湖'15〰'16』JTBパブリッシング〈るるぶ情報版〉、2015年、51頁。ISBN 9784533101458。
10. Хозяйка замка Ёдо : роман / Ясуси Иноуэ; [пер. О. А. Павловской]. — М.: ЗАО «Центрполиграф», 2006 (Ульяновск : Ульяновский Дом печати). — 367 с. : ил.; 22 см; ISBN 5-9524-2423-6 (В пер.)
11. Лоулань / Ясуси Иноуэ ; пер. с яп. Евгения Кручины. — СПб.: Гиперион, 2007. — 253, [2] с.; 17 см. — (Terra Nipponica).; ISBN 978-5-89332-141-8 (В пер.)
12. Ледяная стена : Роман / Ясуси Иноуэ. Наследие вспышки : Роман / Тоору Миёси. — М.: Терра — Кн. клуб, 2001. — 399 с. : ил.; 21 см. — (Современный японский детектив).; ISBN 5-300-02937-8.
13. Пещеры тысячи будд: роман / Ясуси Иноуэ; [пер. с яп. Е. А. Моисеевой]. — М.: ЗАО «Центрполиграф», 2007. — 282, [2] с. : карт.; 17 см; ISBN 978-5-9524-2750-1 (В пер.)
14. Три новеллы / Ясуси Иноуэ; Составление и пер. с яп. Б. Раскина. — М.: Известия, 1982. — 141 с.; 16 см. — (Б-ка журн. «Иностр. лит.»).
15. Сны о России [Текст] : [Роман] / Ясуси Иноуэ ; [Перевод с яп. Б. В. Раскина ; Предисл. И. Фонякова]. — М.: Наука, 1977. — 232 с. : ил.; 20 см.